# Eminabad
Eminabad (en ourdou : ایمن آباد) est une ville pakistanaise située dans le district de Gujranwala, dans le nord de la province du Pendjab. C'est la neuvième plus grande ville du district, située à moins de vingt kilomètres au sud de Gujranwala.
La population de la ville a relativement peu augmenté entre 1972 et 2017 selon les recensements officiels, passant de 12 066 habitants à 27 460. Entre 1998 et 2017, la croissance annuelle moyenne s'affiche à 1,9 %, inférieure à la moyenne nationale de 2,4 %. Selon le recensement de 2023, la population de la ville monte à 30 399 habitants.
|            | 1972 (rec.) | 1981 (rec.) | 1998 (rec.) | 2017 (rec.) | 2023 (rec.) |
| ---------- | ----------- | ----------- | ----------- | ----------- | ----------- |
| Population | 12 066      | 13 794      | 19 136      | 27 460      | 30 399      |